# Pałac Radziwiłłów w Balicach
Pałac w Balicach – rezydencja znajdująca się w Balicach, w województwie małopolskim.
Pierwszą budowlą w miejscu dzisiejszego pałacu był przypuszczalnie dwór zbudowany przez rycerski ród Toporczyków z Morawicy. Od nich przejął ją za długi rajca krakowski Seweryn Bethman. Za sprawą ślubu jego córki Zofii włości balickie przeszły w ręce burgrabiego Seweryna Bonera, który w 1519 roku polecił zbudować wygodny drewniany dwór z ogrodem i winnicą w Winnej Górze. Następnym właścicielem dworu był jego syn Jan Boner, który w jego miejscu wzniósł murowany dwór w stylu renesansowym, który następnie przekazał swojej siostrze Zofii z Bonerów Firlejowej przez co rezydencja stała się na długi czas własnością rodu Firlejów. Wygląd dworu z tego okresu znamy z weduty Matthiasa Gerunga z około 1536 roku. Przez dłuższy czas w dworze mieszkał Jan Łaski. Henryk III Walezy w drodze do Krakowa zatrzymał się 16 lutego 1574 w tutejszym dworze Jana Firleja. Po 1610 roku Balice przeszły w dzierżawę. Przypuszczalnie dwór został uszkodzony podczas Potopu szwedzkiego. Pod koniec XVII w. właścicielami Balic został kanclerz Jan Szembek, który odbudował pałac. Jednak pałac już w połowie XVIII wieku popadł w ruinę. Na początku XIX wieku został odnowiony przez Urszulę Darowską. W 1887 roku od węgierskiej rodziny Homolacsów pałac wraz z majątkiem kupił mieszkający wówczas w Paryżu książę Dominik Radziwiłł. On to dokonał gruntownej przebudowy pałacu w latach 1887–1894 wg projektu Tadeusza Stryjeńskiego. Pałac służył mu za siedzibę letnią, gdzie przebywał ze swoją żoną Dolores de Agramonte. W lipcu 1912 roku gościł w pałacu arcyksiążę Karol Franciszek Józef i arcyksiężna Zyta. Po Dominiku Balice odziedziczył Hieronim Mikołaj Radziwiłł, którego żoną była Renata, córka arcyksięcia Karola Stefana Habsburga z Żywca.
Po 1945 roku pałac przekazano Uniwersytetowi Jagiellońskiemu, a od początku lat 50. służy on Instytutowi Zootechniki jako centrum konferencyjne oraz hotel. W 2005 roku z okazji 60-lecie wyzwolenia obozu Auschwitz-Birkenau w pałacu doszło do spotkania wielu prezydentów i premierów.
Dookoła pałacu znajduje się zabytkowy park w stylu ogrodu włoskiego z XVI–XX w. o powierzchni 5 ha.
Pałac dostępny jest dla zwiedzających po uprzednim telefonicznym umówieniu się z administratorami obiektu.
Od frontu ryzalit zwieńczony frontonem zawierającym herb Radziwiłłów.

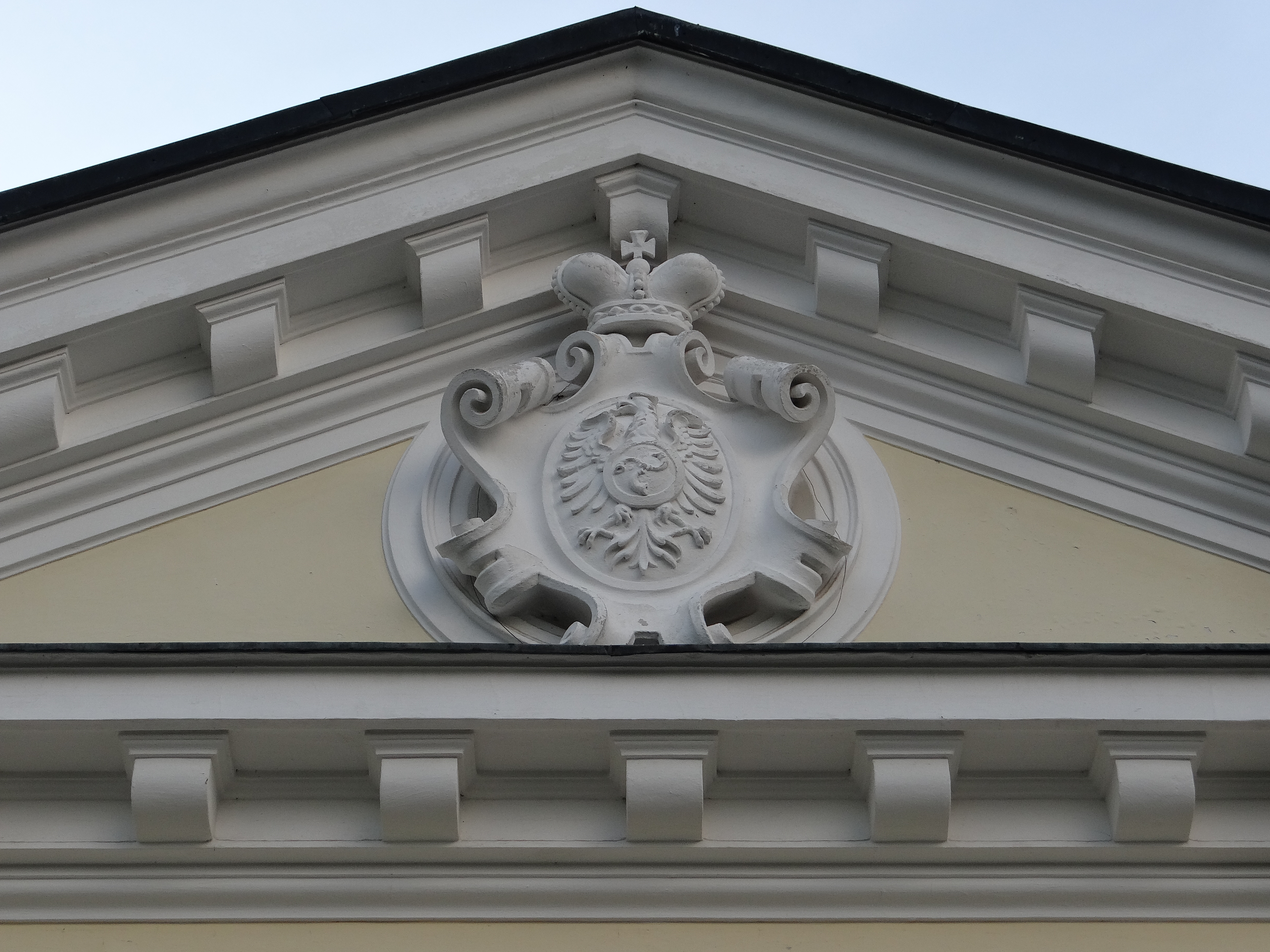
Fronton z herbem Radziwiłłów
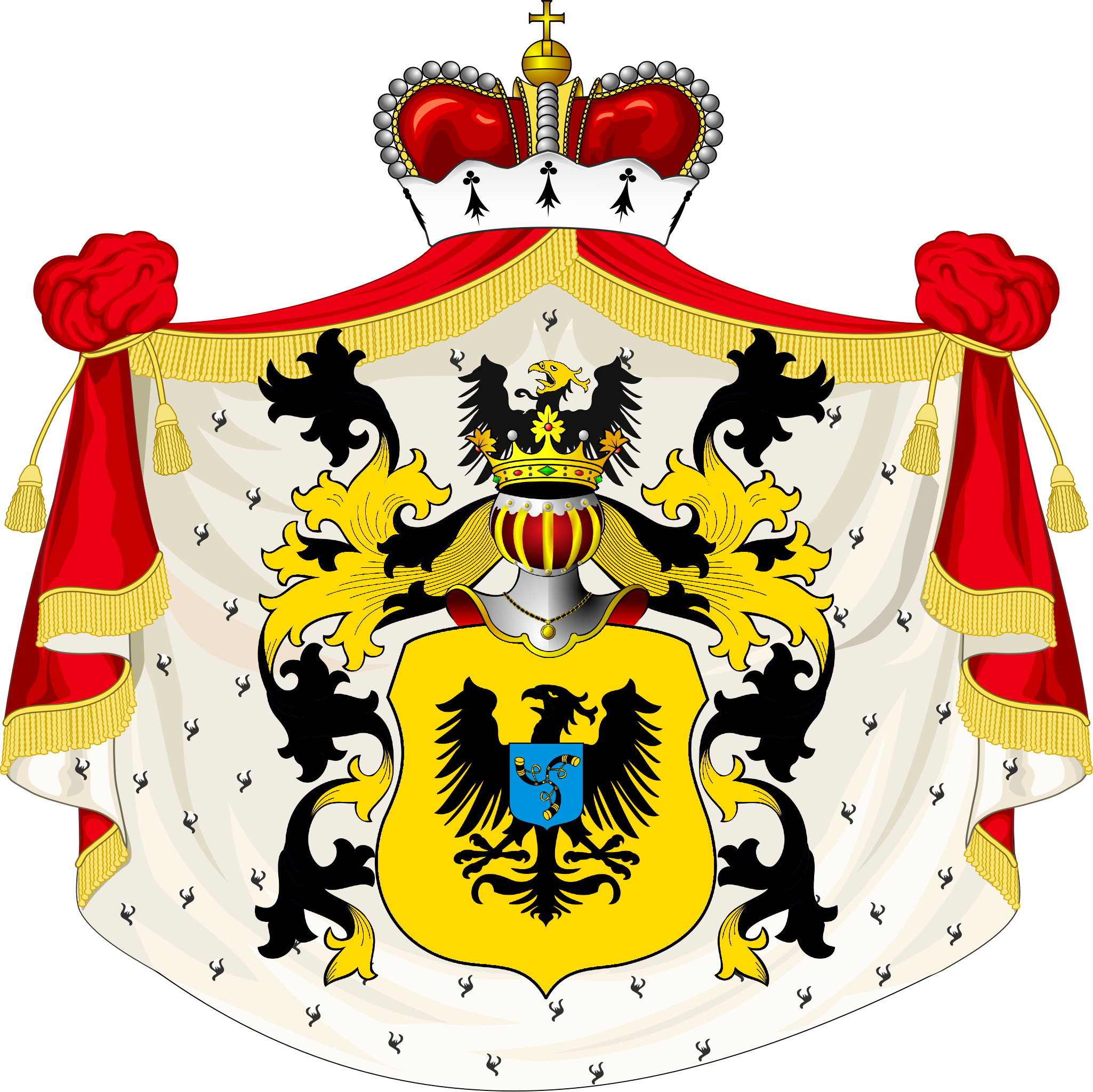
Herb Radziwiłłów
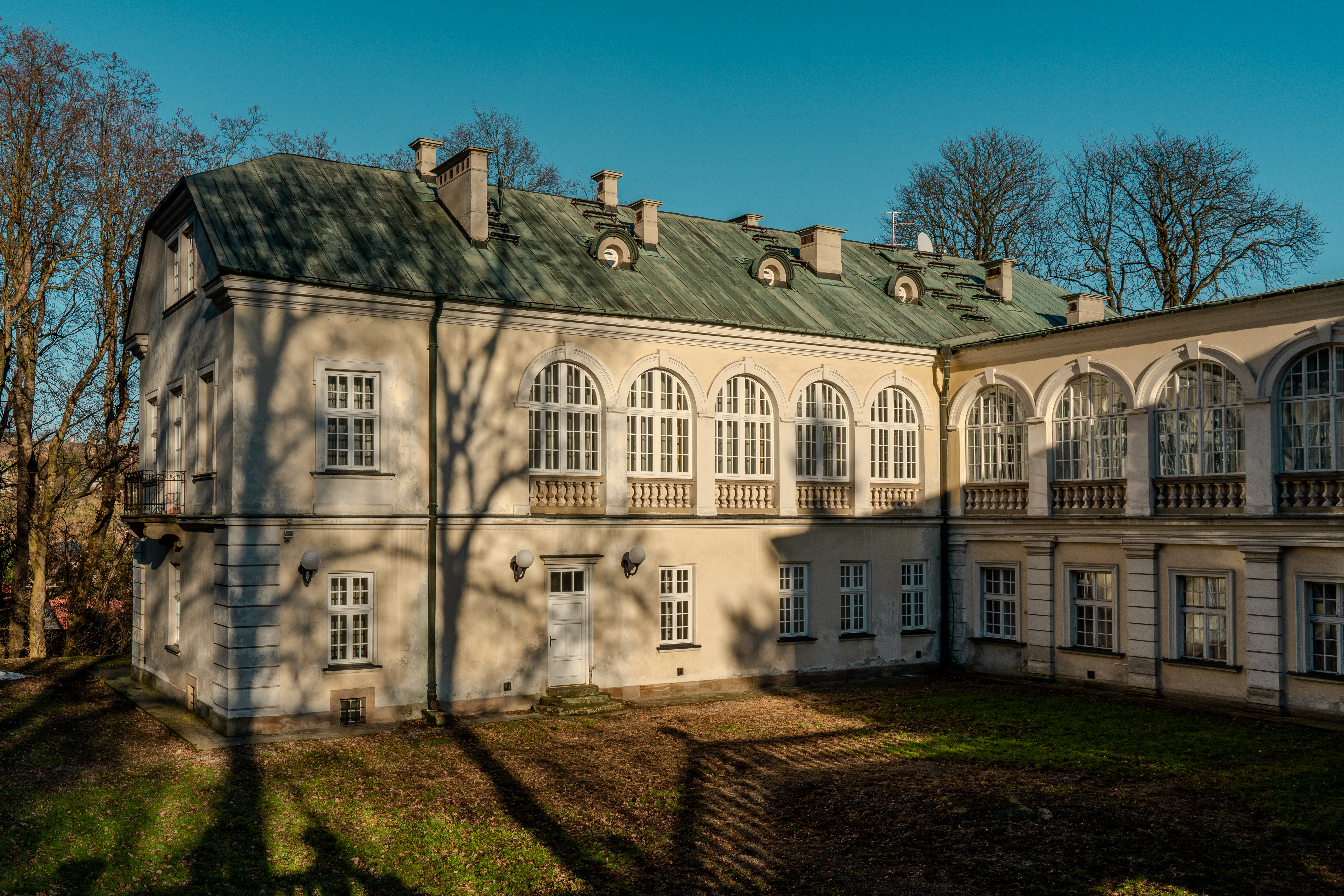
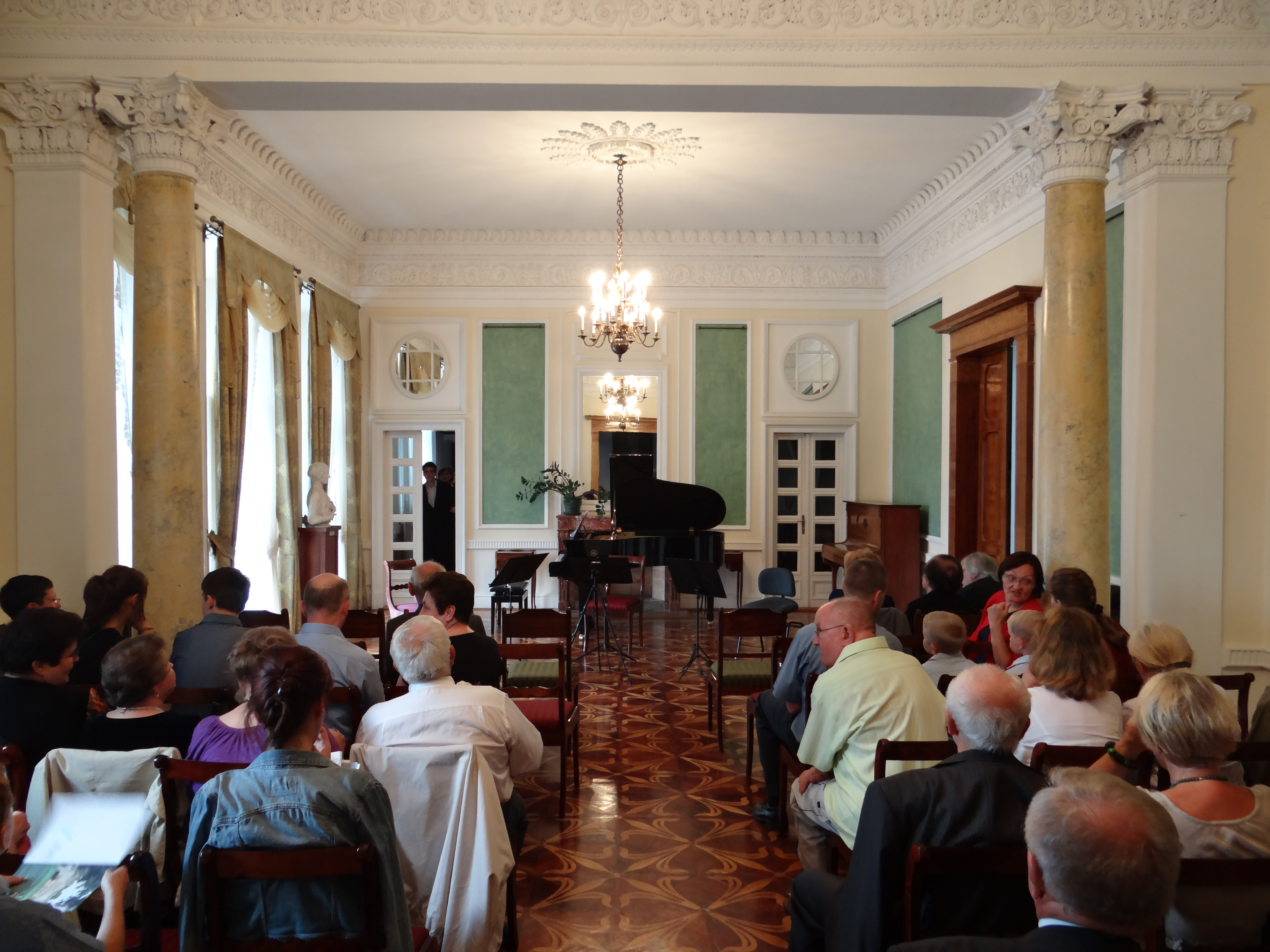
Koncert
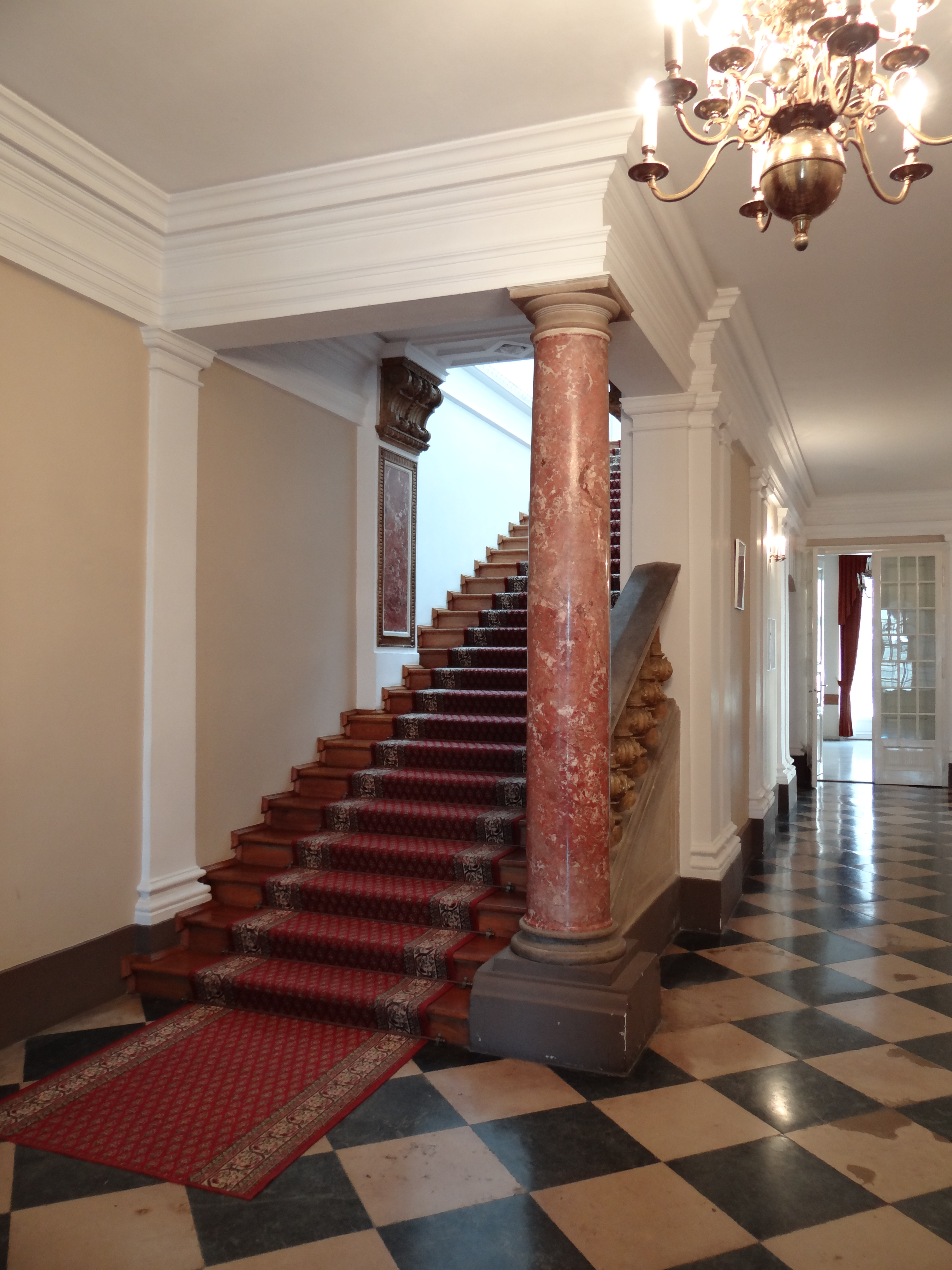
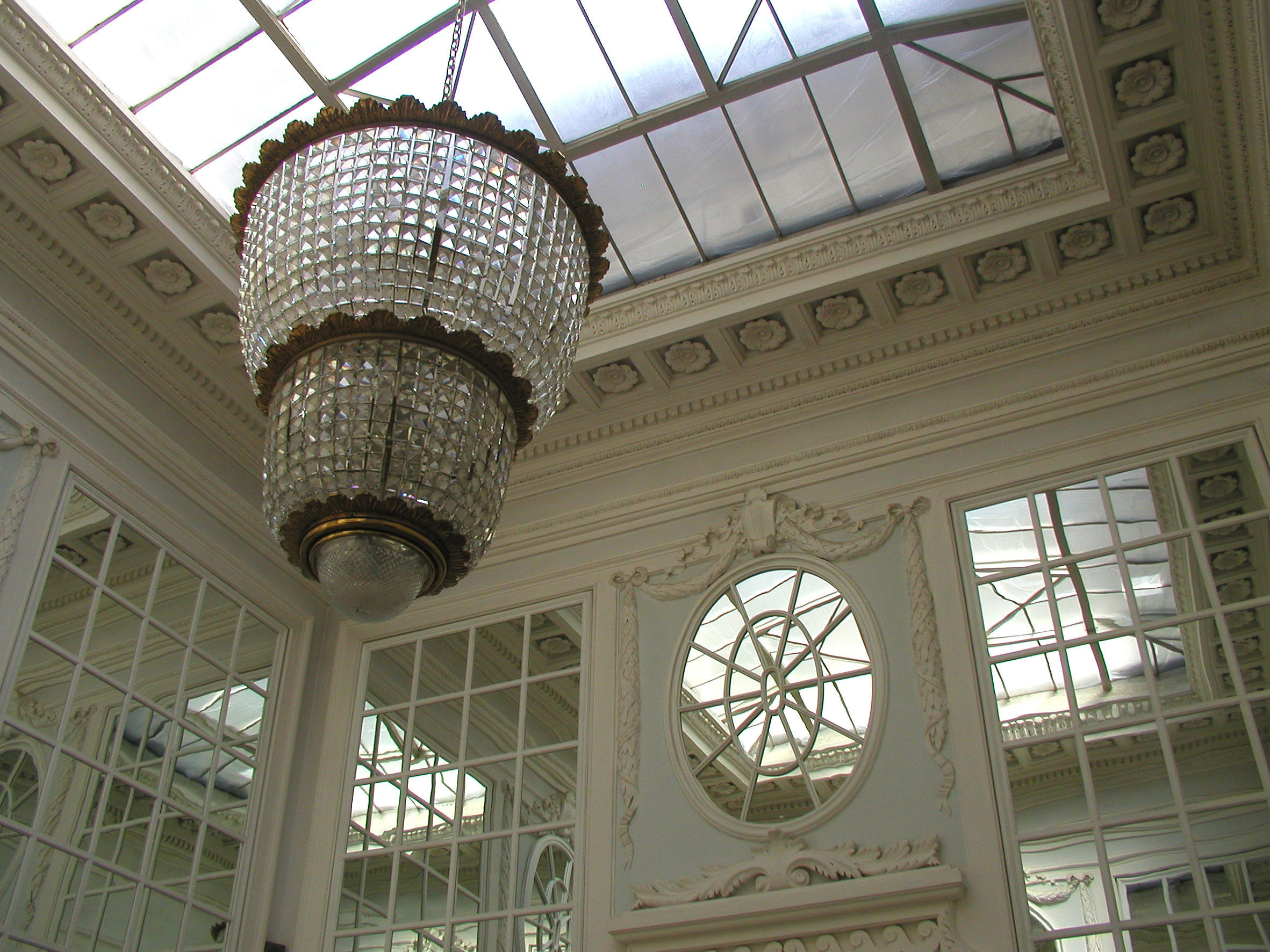
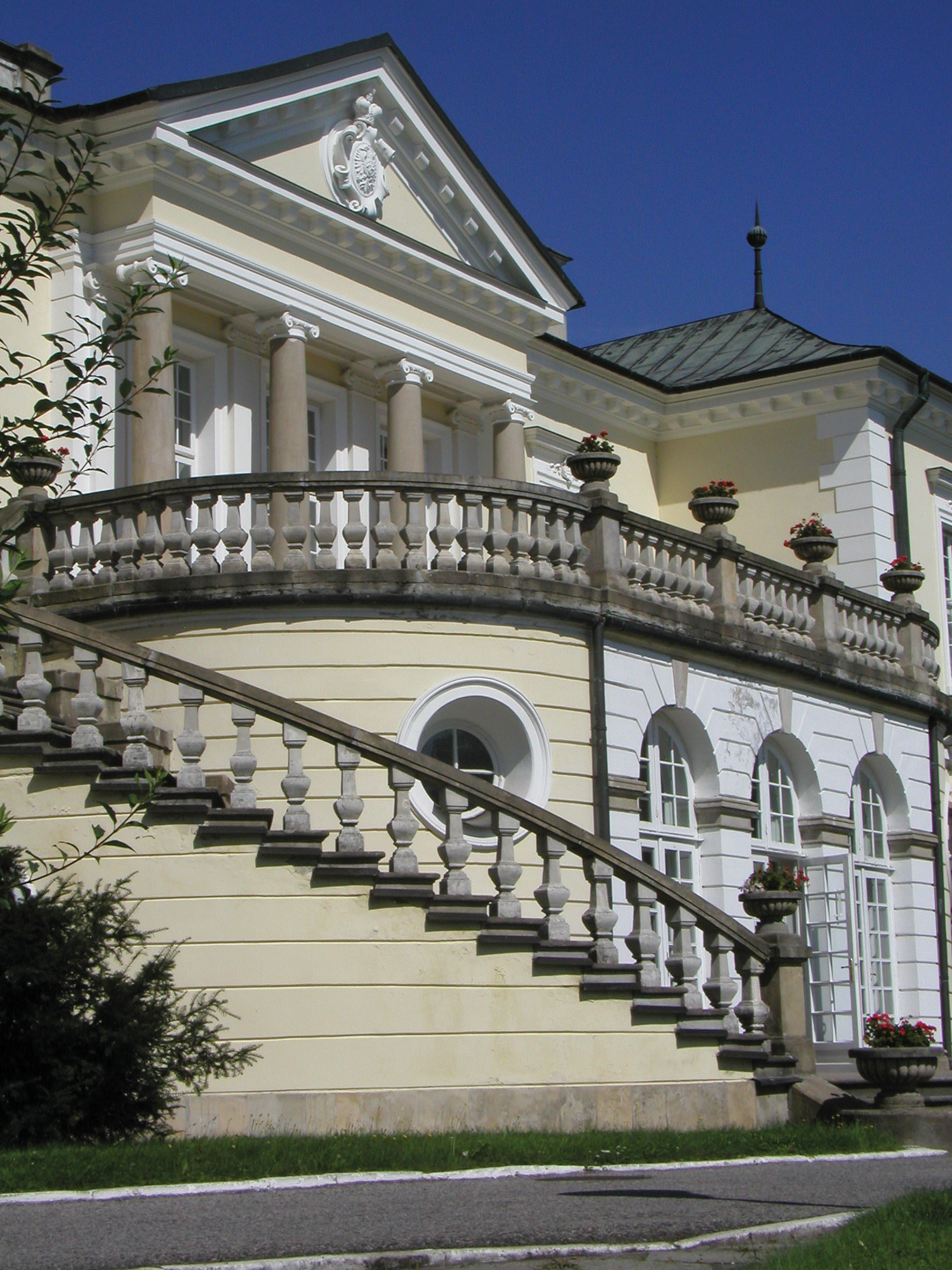
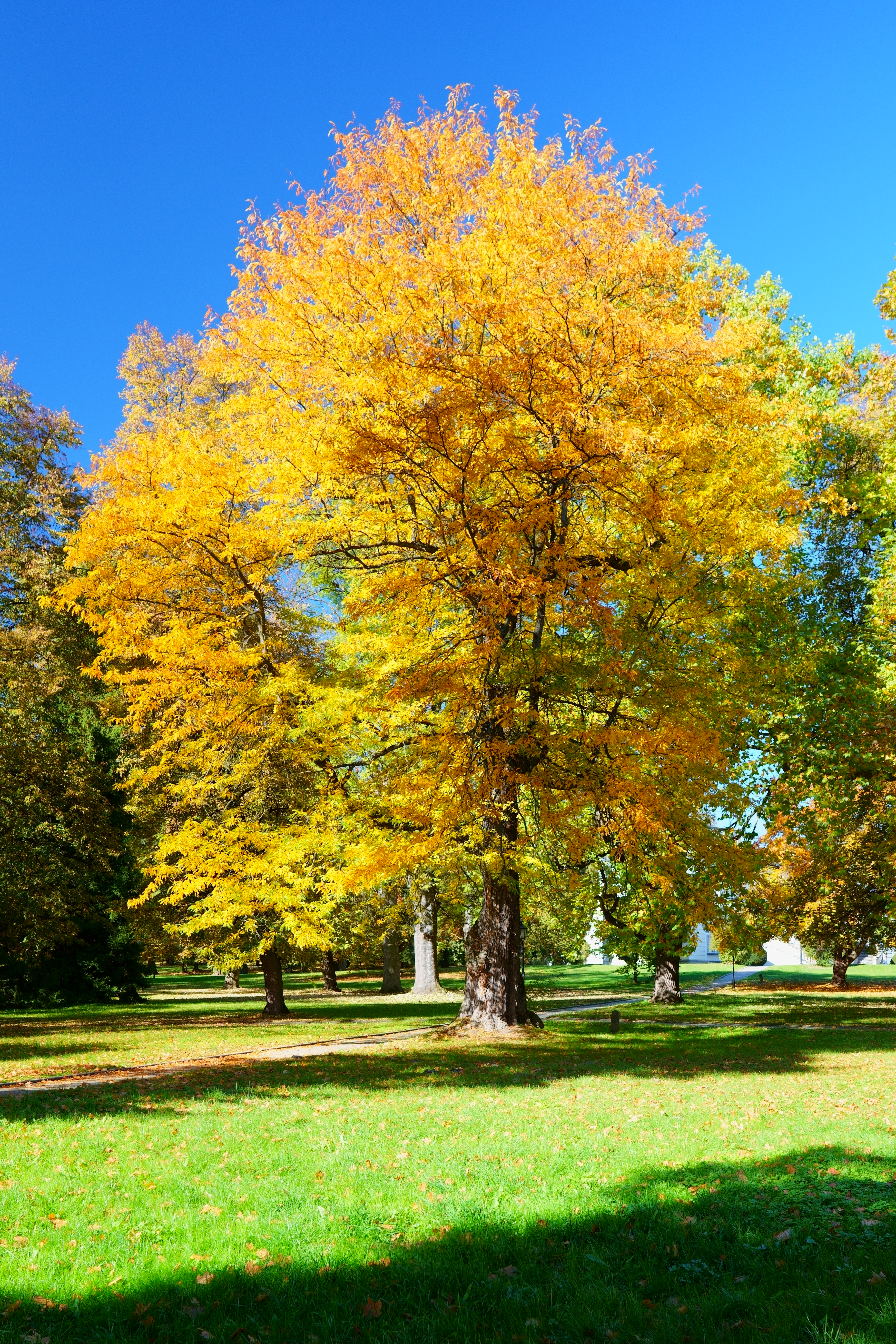
Pomnik przyrody - Iglicznia trójcierniowa
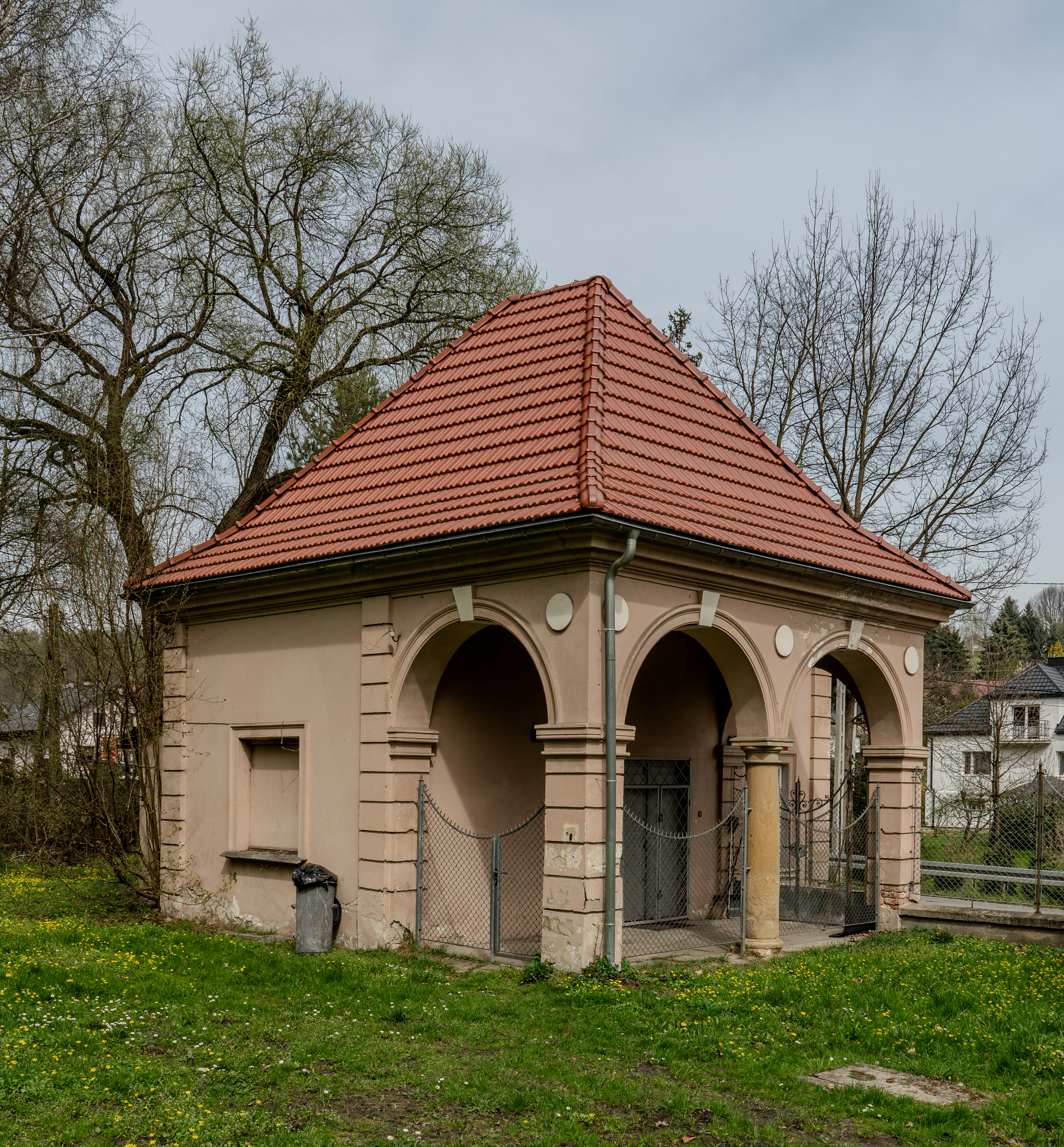
Stróżówka
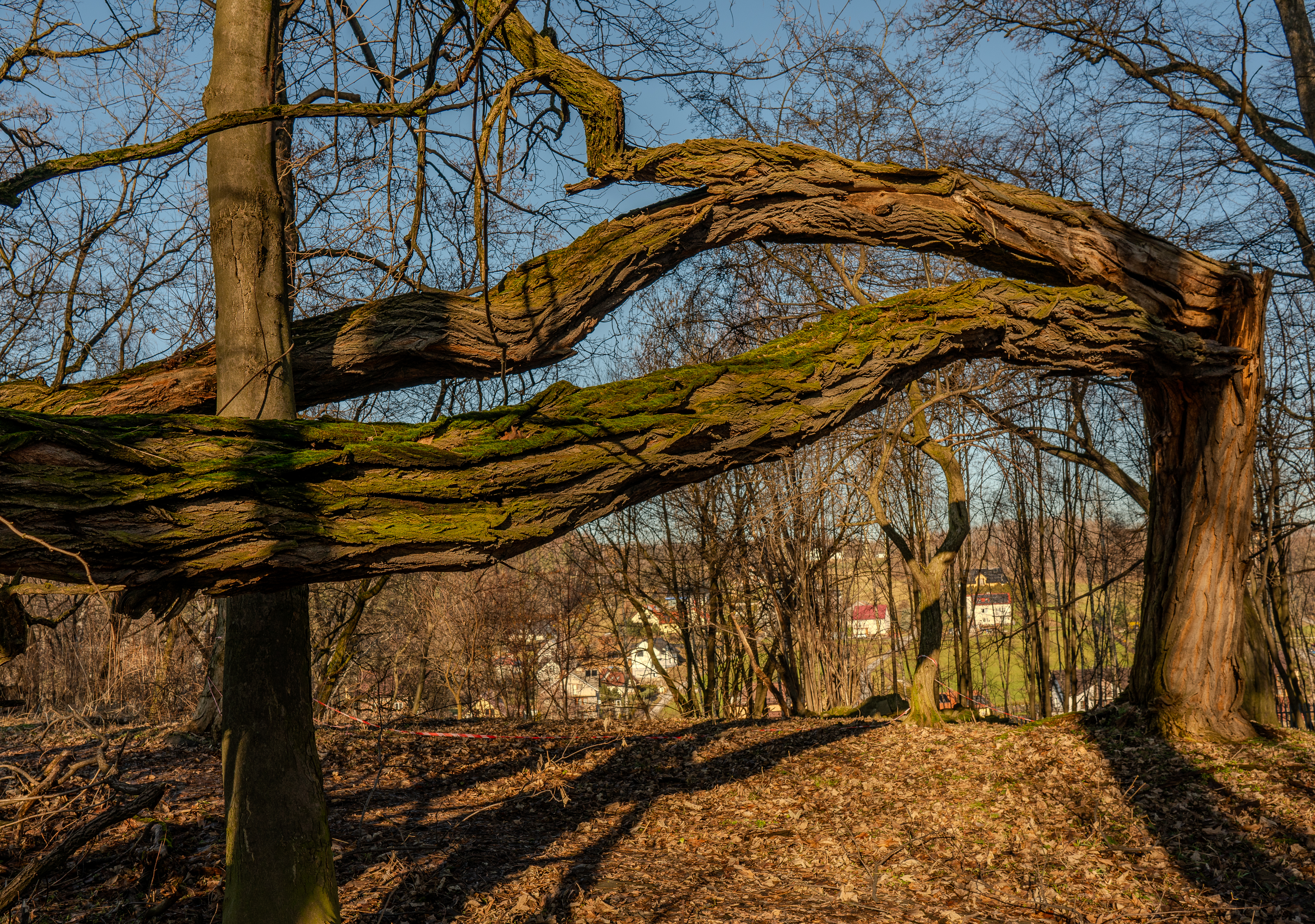
Złom w parku